# Saint-Rémy (Aveyron)
Saint-Rémy település Franciaországban, Aveyron megyében. Lakosainak száma 307 fő (2022. január 1.). Saint-Rémy Maleville, Toulonjac, Villefranche-de-Rouergue és Villeneuve községekkel határos.

## Népesség
A település népessége az elmúlt években az alábbi módon változott:
| Lakosok száma | 176  | 243  | 296  | 314  | 334  | 335  | 317  | 306  | 306  | 307  |
|               | 1968 | 1982 | 1990 | 2006 | 2013 | 2015 | 2017 | 2019 | 2020 | 2022 |